# Dionisio Nencioni di Bartolomeo
Dionisio Nencioni di Bartolomeo, né à Florence en 1559 et mort à Naples en 1638, est un architecte italien, actif dans le royaume de Naples.

## Biographie
Il arrive dans sa jeunesse en 1584 à Naples, où son nom est surtout lié à l'église des Girolamini (église des oratoriens de Naples), dont il travaille au chantier de 1587, jusqu'à sa mort, collaborant avec Giovanni Antonio Dosio.
En 1607, il concourt pour la reale cappella del Tesoro di san Gennaro (chapelle royale du trésor de Saint-Janvier) avec d'autres architectes importants de Naples, mais son projet n'est pas retenu. Les participants sont : le Père Grimaldi, Giovan Battista Cavagna, Giulio Cesare Fontana (it), Michelangelo Naccherino, Giovan Giacomo Di Conforto (it), Giovanni Cola di Franco et Ceccardo Bernucci.
En 1612, il travaille pour le couvent de Gesù e Maria, de 1604 à 1632, il prend part au chantier de l'église San Giuseppe dei Ruffi et en 1631 procède à plusieurs expertises pour les travaux effectués à la chartreuse San Martino.
Il passe les dernières années de sa vie à terminer les travaux de l'église des Girolamini, à tel point qu'il demande son admission en 1637 à la congrégation des oratoriens (dont l'église était le siège du royaume de Naples) et il meurt l'année suivante. L'église ne fut terminée qu'un an avant la mort de l'architecte.

## Source de la traduction
- (it) Cet article est partiellement ou en totalité issu de l’article de Wikipédia en italien intitulé « Dionisio Nercinio di Bartolomeo » (voir la liste des auteurs).